# Erebia minschani
Erebia minschani är en fjärilsart som beskrevs av Bang-haas 1933. Erebia minschani ingår i släktet Erebia och familjen praktfjärilar. Inga underarter finns listade i Catalogue of Life.